# Heather Stoll

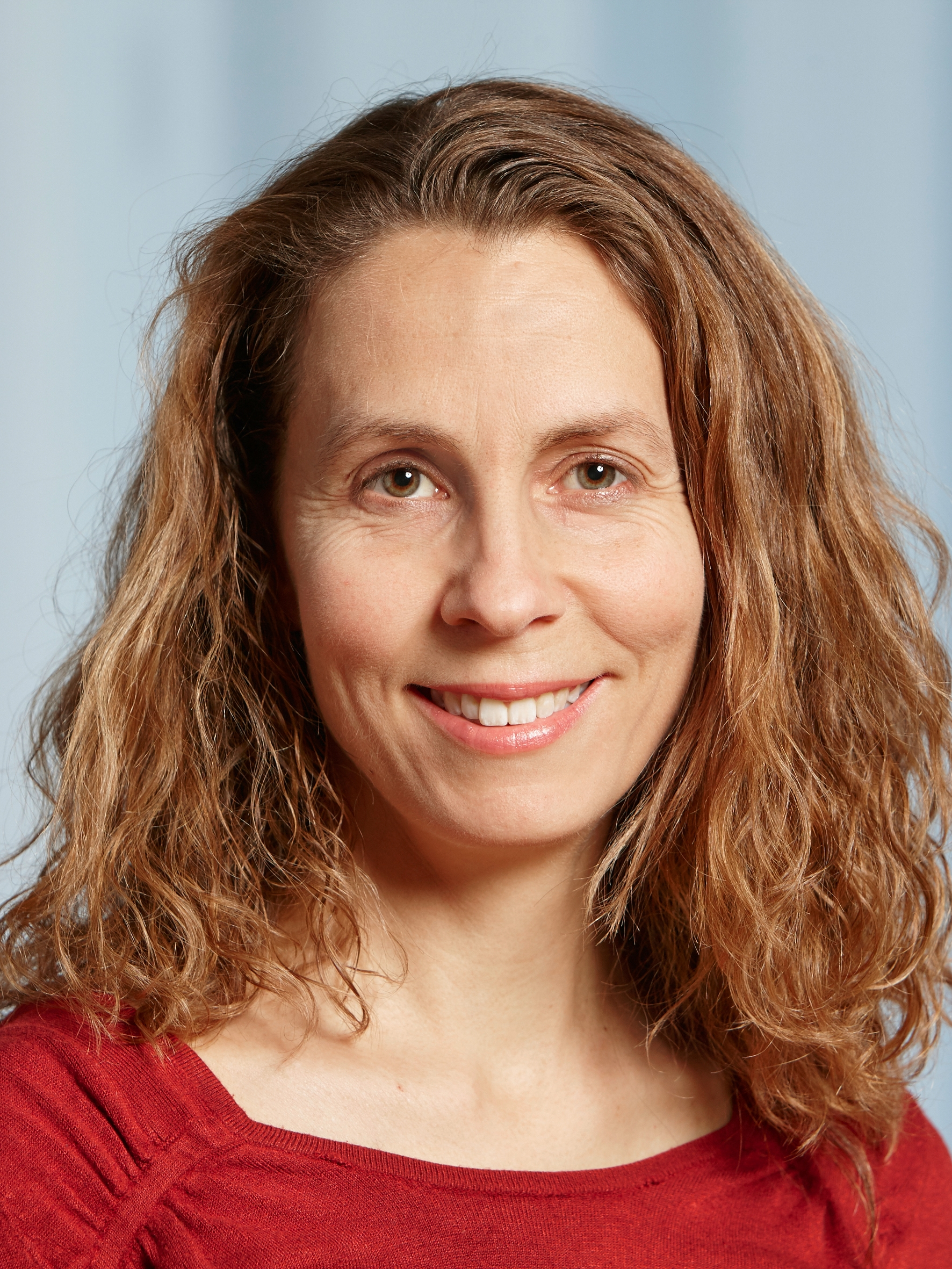
Heather Stoll (2017)

Heather Marie Stoll (* 1973) ist eine US-amerikanische Geologin. Seit 2016 ist sie ordentliche Professorin für Klimageologie an der Eidgenössischen Technischen Hochschule (ETH) in Zürich. In ihrer Forschung untersucht Stoll den Klimawandel auf verschiedenen Zeitskalen mithilfe von Geochemie und Mikropaläontologie von Sedimentablagerungen.

## Leben und Forschung
Stoll schloss ihren Bachelor 1994 am Williams College in Williamstown, Massachusetts, USA ab und promovierte 1998 in Geochemie und Geophysik an der Princeton University in Princeton, New Jersey, USA. Sie forschte zwischen 2001 und 2008 wieder am Williams College zu Klimawandel auf verschiedenen Zeitskalen, insbesondere zur Geochemie von Coccolithen (Meeresalgen), um Aufzeichnungen über das Klima der Vergangenheit und atmosphärisches CO2 zu interpretieren. Im Jahr 2007 erhielt Stoll dort eine Assistenzprofessur in Geowissenschaften und wurde mit dem Young Scientist Award der European Geoscience Union (EGU) für ihre Arbeit zu historischen Mustern in klimatischer und ozeanografischer Veränderungen ausgezeichnet. Stoll entwickelte innovative Analyseverfahren, um die biologische Produktivität an der Meeresoberfläche zu bestimmen, und hat dieses Verfahren auf frühere Zeitepochen angewandt. Dadurch konnte sie die chemische Zusammensetzung von Fossilien untersuchen und bestimmen, wie schnell beispielsweise Algen in Perioden von extremer Erwärmung wuchsen und wie diese auf den sich ändernden Kohlendioxidgehalt der Luft reagierten.
Zusätzlich forschte sie seit 2005 an der Universität Oviedo in Spanien und wurde dort Professorin. 2016 wurde Stoll vom ETH-Rat zur ordentlichen Professorin für Klimageologie ernannt. Die ETH Zürich wollte mit der Ernennung von Heather Stoll die Paläoklimatologie stärken, um die Zusammenhänge zwischen dem Klima und dem atmosphärischen CO2-Gehalt besser zu verstehen.
Stoll ist Studiendirektorin am Departement Erd- und Planetenwissenschaften der ETH Zürich und als Mitglied der Unterrichtskommission für die Umsetzung von Prüfungsreglementen und Studienplänen zuständig. Zudem ist sie für die Qualitätssicherung der Studiengänge verantwortlich.

## Ehrungen
- 2025: Hans-Oeschger-Medaille der EGU für herausragende Errungenschaften im Gebiet der Klimarekonstruktion.[8]